# Контрада Ребутоне (Палермо)
Контрада Ребутоне је насеље у Италији у округу Палермо, региону Сицилија.
Према процени из 2011. у насељу је живело 26 становника. Насеље се налази на надморској висини од 695 м.